# Tromboksan A2
Tromboksan A2 (TXA2) je tromboksan. Njega formiraju aktivirani trombociti. On ima protrombična svojstva: stimuliše aktivaciju novih trombocita i povećava agregaciju. To se ostvaruje putem izražavanja glikoproteinskog kompleksa GP IIb/IIIa u ćelijskoj membrani trombocita. Cirkulišući fibrinogen se vezuje za te receptore na susednim trombocitima, čime se pojačava zguravanje. Tromboksan A2 je takođe poznat kao vazokonstriktor i posebno je važan tokom popravke tkiva i zapaljenja. On je odgovoran za Princmetalovu anginu.
Receptori koji posreduju TXA2 dejstvo su tromboksanski A2 receptori. Ljudski TXA2 receptor (TP) je tipičan G protein spregnuti receptor (GPCR) sa sedam transmembranskih segmenata. Kod ljudi su klonirane dve splajsne varijante TP receptora - TPα i TPβ.

## Sinteza i razlaganje
TXA2 se formira iz prostaglandina H2 dejstvom tromboksan-A sintaze. Aspirin nepovratno inhibira trombocitnu ciklooksigenazu 1 čime sprečava formiranje prostaglandina H2, i stoga tromboksana A2.
TXA2 je veoma nestabilan u vodenim rastvorima. On se hidrolizuje u toku 30 sekundi do biološki neaktivnog tromboksana B2. Zbog njegovog veoma kratkog poluživota, TXA2 prvenstveno funkcioniše kao autokrini ili parakrini medijator u tkivima koja okružuju njegovo mesto nastanka. Najveći deo rada u TXA2 polju se izvodi primenom sintetičkih analoga, poput U46619 i I-BOP. U istraživanjima na ljudima, nivoi 11-dehidrotromboksana B2 se koriste za indirektno merenje TXA2 produkcije.